# كارولين جودال
كارولين جودال (بالإنجليزية: Caroline Goodall)‏ (و. 1959  م) هي كاتبة سيناريو، وممثلة مسرحية، وممثلة أفلام بريطانية، ولدت في لندن.

## التعليم
تعلمت في جامعة برستل.

## وصلات خارجية
- كارولين جودال على موقع IMDb (الإنجليزية)
- كارولين جودال على موقع قاعدة بيانات الأفلام العربية
- كارولين جودال على موقع ألو سيني (الفرنسية)
- كارولين جودال على موقع ميوزك برينز (الإنجليزية)
- كارولين جودال على موقع أول موفي (الإنجليزية)
- كارولين جودال على موقع قاعدة بيانات الأفلام السويدية (السويدية)
- كارولين جودال على موقع قاعدة بيانات الفيلم (الإنجليزية)
- كارولين جودال على موقع كينوبويسك (الروسية)